# Batalla de Fengqiu
La batalla de Fengqiu va ser una batalla entre els senyors de la guerra Cao Cao i Yuan Shu en la primavera del 193 EC durant el preludi del període dels Tres Regnes de la història xinesa. Cao Cao va eixir victoriós davant les forces de Yuan Shu.

## Antecedents
En el 193 EC, Liu Biao va tallar el subministrament de gra de Yuan Shu. Com a resultat, Yuan Shu va dirigir el seu exèrcit de deu mil homes a Chenliu, fent de guarnició Fengqiu; on la resta dels bandits de la Muntanya Negra i els homes de Yufuluo li van prestar la seva ajuda. Els bandits de Heishan i el Shanyu se li van oposar. Yuan Shu va enviar al seu general Liu Xiang a fer una guarnició de Kuangting. Mentrestant l'exèrcit de Cao Cao a Juancheng es podia dir que estava format per un contingent de trenta mil soldats.

## Batalla
Quan Cao Cao va atacar a Liu Xiang, Yuan Shu el va proveir de reforços, ambdós bàndols van batallar i Yuan va resultar greument derrotat. Yuan Shu es va retirar per defensar Fengqiu, i llavors Cao Cao com a conseqüència es va traslladar per envoltar el poble abans que aquest pogués completar el seu moviment, Yuan Shu va haver de fugir a Xiangyi.

## Conseqüències
Cao Cao va empaitar-lo fins a Taishou i va desviar les aigües del riu Qu de Xiangyi tallant el subministrament d'aigua del canal a la ciutat. Després, Yuan Shu va escapar a Ningling i Cao Cao va perseguir a Yuan Shu durant la seva retirada cap a Jiujiang. En l'estiu, Cao Cao finalment es va retirar amb el seu exèrcit a Dingtao.